# 三菱・デリカ
デリカ（DELICA）は、三菱自動車工業が生産・販売していた自動車である。
本項では商用車であるデリカバン/デリカトラックについて記述する。以下のモデルは個別記事を参照。
- デリカスターワゴン
- デリカスペースギア
- デリカカーゴ
- デリカD:5
- デリカD:3
- デリカD:2
- デリカミニ

## 概要
マツダ・ボンゴ等をライバルと想定した小型のキャブオーバートラック及びバンとして1968年に登場。国外では主に「L300」という名称で販売されている。
バンをベースとした乗用ワゴンとして「デリカコーチ」および「デリカスターワゴン」も設定されていたが、1994年登場のデリカスペースギア以降は商用車系とは離れ、乗用車設計となる。2011年以降、三菱は国内向けのミニバンの車名を「デリカ」に統一する方針を取っており、デリカD:5に加えてデリカD:2、デリカD:3、デリカミニが登場した（D:2、D:3は他社のOEM）。
日本国内向けの商用車系デリカは1999年以降、他社からのOEMに切り替えられていたが、2019年をもって販売終了となり、日本国内における商用車系デリカの系譜は消滅した。
商用車系の輸出向けの自社生産は国内では2013年に終了したが、フィリピン・インドネシアでは2代目が（車名はL300）、台湾で3代目が継続生産されている。

## 初代（1968年 - 1979年）

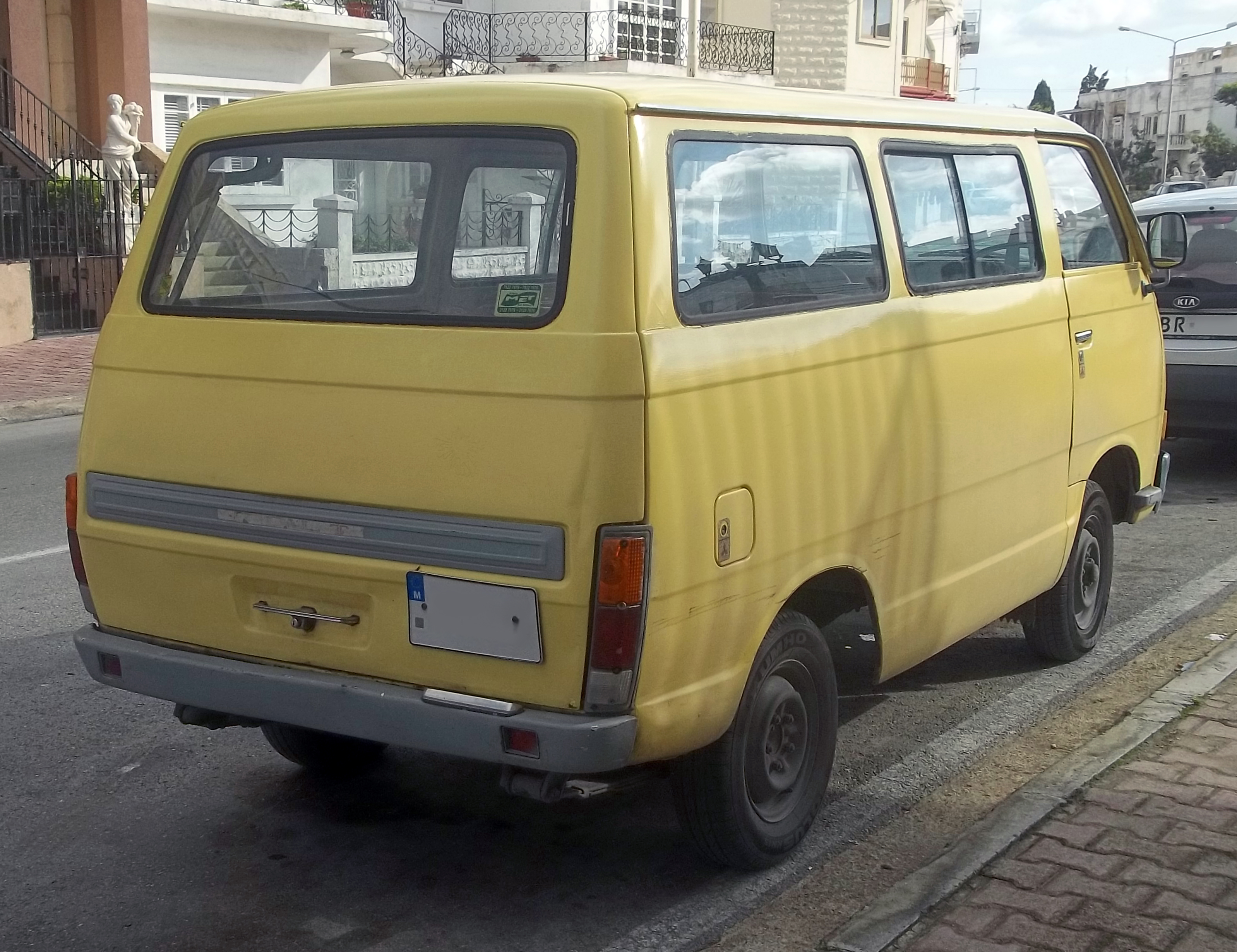
初代デリカ1400 バン
（国外仕様 後期最終型）

1968年7月1日
600kg積トラック「デリカ」発売。コルト1100と共通の1.1L・OHVガソリンエンジン（KE44）搭載で、最高出力58ps。このクラスでは初の3人乗り。
1969年4月
デリカトラックをベースにした1BOXタイプとして、当時クラス最大のスペースユーティリティを誇る「デリカライトバン」、「デリカルートバン」、9人乗りの乗用モデル「デリカコーチ」を発売。
1971年10月
トラックの最大積載量を750kg積に変更し、デリカ75シリーズとなる。エンジンはギャランFTO1400ccモデルと共通の1.4L・OHVガソリンエンジン（4G41・ネプチューン86エンジン、最高出力86ps）に変更。ベンチレーター周辺にガーニッシュが設けられたデザインとなり、フロントウインカー・サイドマーカーの形状を変更。
バンはテールゲートのデザインが一新され、テールランプをテールゲート窓下から車体側に移設。これによりテールランプの形状が横型から縦型コーナーランプに変更される。
デリカコーチはデリカ75コーチに車名を変更。エンジンはギャランFTO1400ccモデルと共通の1.4L・OHVガソリンエンジン（4G41・ネプチューン86エンジン、最高出力86ps）を搭載。
1974年11月
マイナーチェンジ。今回は三角窓が廃止される（国外仕様は除く）と同時にフロント周辺のデザインを大幅に変更し（4灯式ヘッドランプおよび左右非対称フロントバンパー）デリカ1400シリーズとなる。これと同時にランサー1200ccモデルと共通の1.2L・OHVガソリンエンジン（4G42・ネプチューン70エンジン、最高出力70ps）を搭載し、マイナーチェンジ前のフロント部分の意匠をほぼ採用した廉価版のデリカ1200シリーズをラインアップに加えた。
1975年12月
50年排出ガス規制で1400ccモデルの最高出力82psとなる。コーチは廃止され、デリカの乗用モデルは一時的に途絶えることとなる。
1976年11月
トラックの1400ccモデルにホイールベースを150mm延ばした1t積車を追加。
1977年11月
カラーリングを大幅に変更。リアバンパーが左右一体式に変更され、リアのナンバーをバンパー中央からテールゲート右下に移設（バン・ルートバンのみ）。1400ccモデルの最高出力は78psに再度スペックダウンされた。また、国外仕様はこの時点で三角窓がようやく廃止となった。

## 2代目（1979年 - ）
1979年6月
フルモデルチェンジ。直線基調のボクシーなスタイルとなり、全幅が小型車サイズ一杯にまで拡大する。バンは「デリカバンワイド」となり、1975年以来途絶えていた乗用モデルが「デリカスターワゴン」として復活した。エンジンはサターン4G33型1.4L・82馬力（バン/トラックのみ）。サターン4G32型1.6L・86馬力。1.6Lエンジン車には、バン／ワゴン共に5速MT車も設定された。
1982年11月
マイナーチェンジ。フロントエンブレムが三菱のM字型からMMCマークになる。
同時に1.8Lガソリン仕様車を追加。このモデルには、当時の国産ワンボックスカー初となる4WDが採用された。
リヤドア後方をストレッチしたロングボディと、ディーゼルエンジン搭載車（ギャラン系と同じ4D55型2.3L・75馬力）を追加。
オプションの冷房装置が吊り下げクーラーからヒーター組み込みタイプに変更された。
1983年11月
バン／トラックもスターワゴン同様の角形2灯式ヘッドランプに変更される。
1984年2月
バンの4WD仕様に、2.3Lディーゼルエンジン搭載車を追加。　
1986年6月
バンとスターワゴンはフルモデルチェンジを実施するが、トラックのみ本モデルを継続生産。フロントガーニッシュを装着。ディーゼル車のエンジンを3代目同様の4D56型・2.5Lに変更。これに伴い、トラックの2WD車に後輪シングルタイヤ仕様を新たに追加（三方開・高床デッキ仕様および一方開仕様は前輪と同サイズのタイヤが用いられ、三方開・低床デッキ仕様は偏平率が60%の13インチ小径ワイドタイヤが用いられる）。
1988年
トラックに4WDを追加（三方開・高床デッキ、2人乗りのみ）。フロントガーニッシュにスリーダイヤマークが付く。
1994年
トラックがフルモデルチェンジにより生産終了。
国内生産終了後も、フィリピン、インドネシアではこのモデルが製造されている。フィリピンでは排ガス規制への対応から2018年にアドベンチャーと共に生産を終了したが、2019年9月に規制に準拠したエンジンを搭載し生産を再開することが発表された。

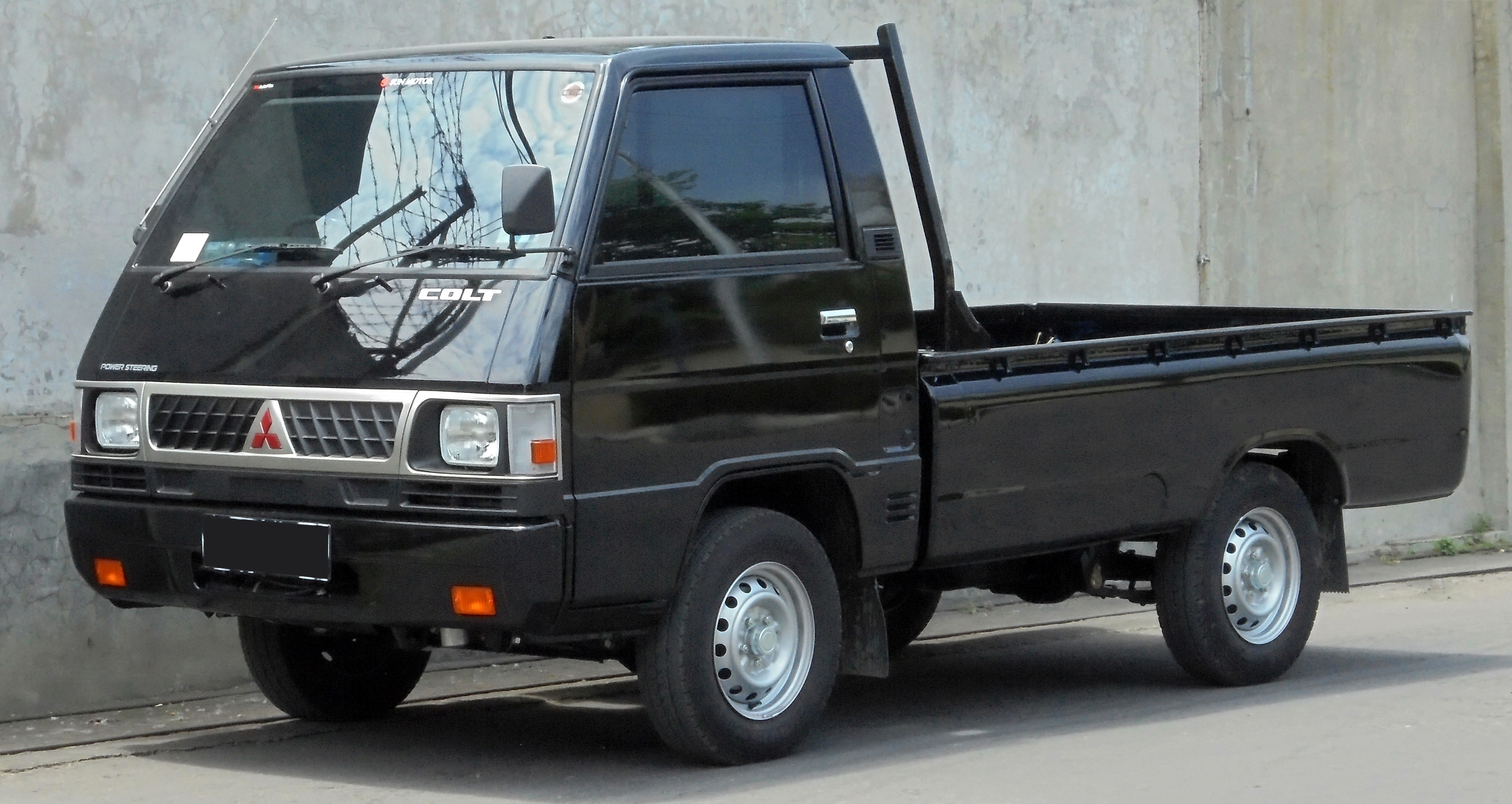
COLT L300(インドネシア)
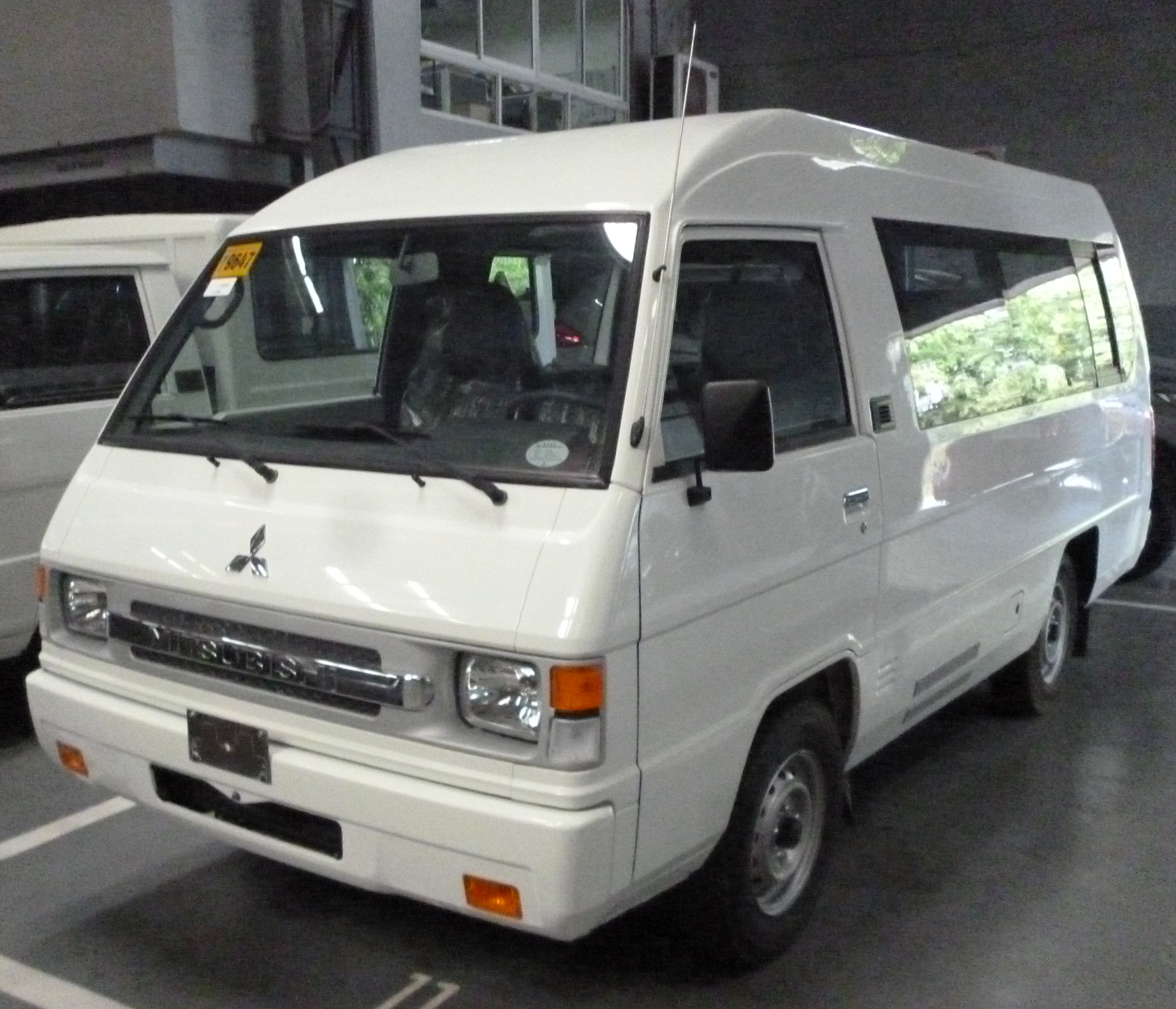
L300 (フィリピン)
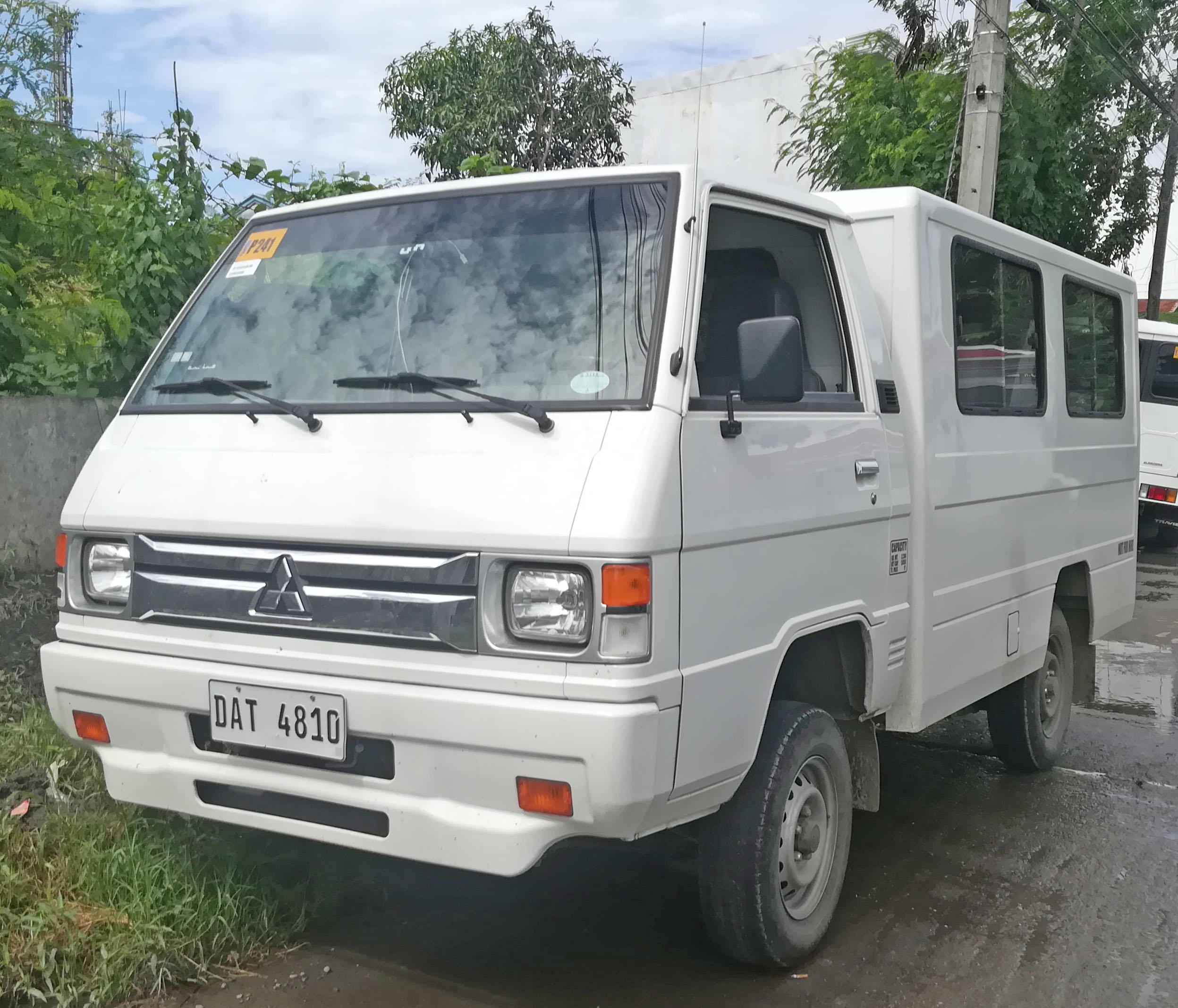
2019年モデル
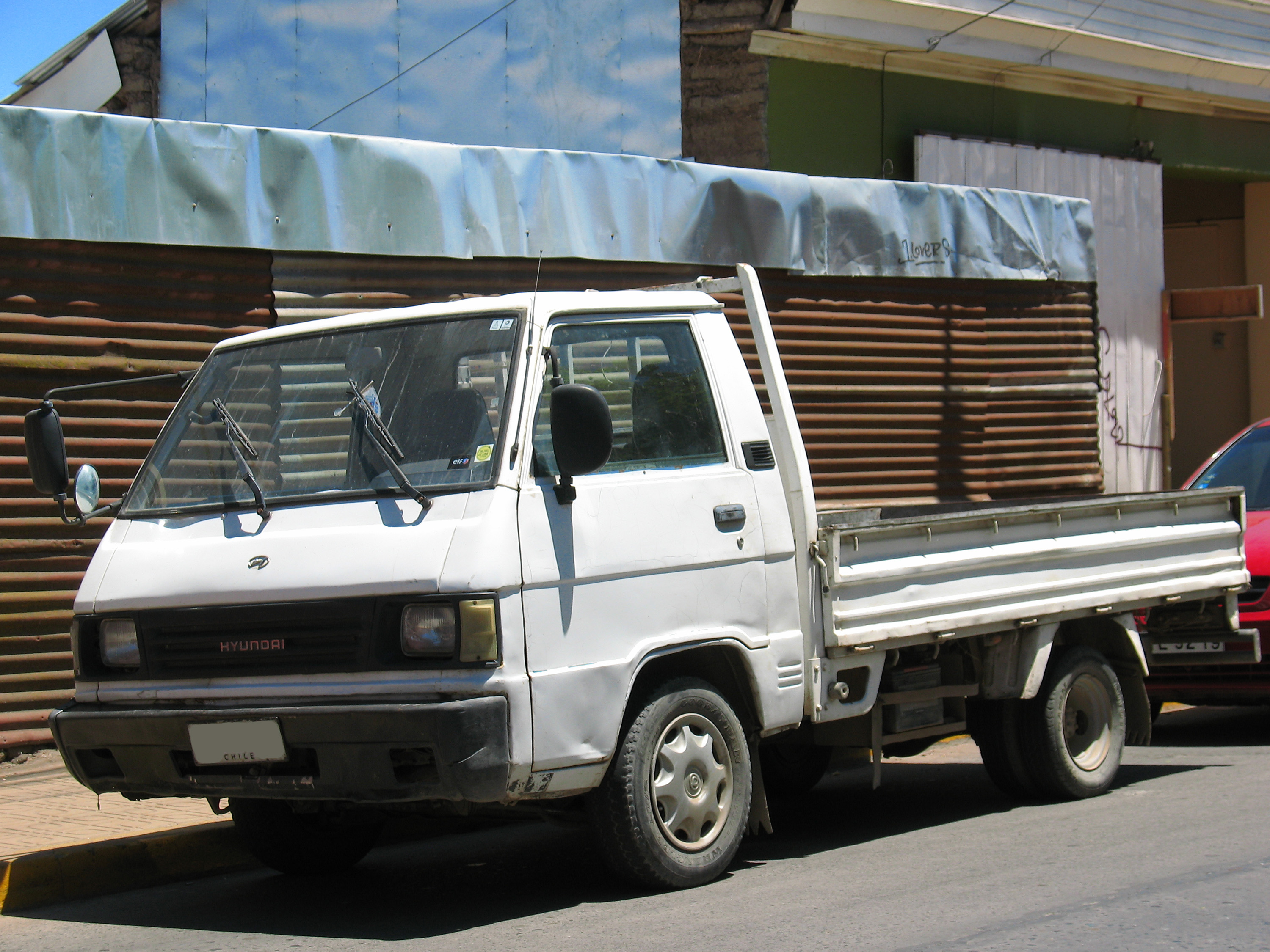
ヒュンダイ ポーター
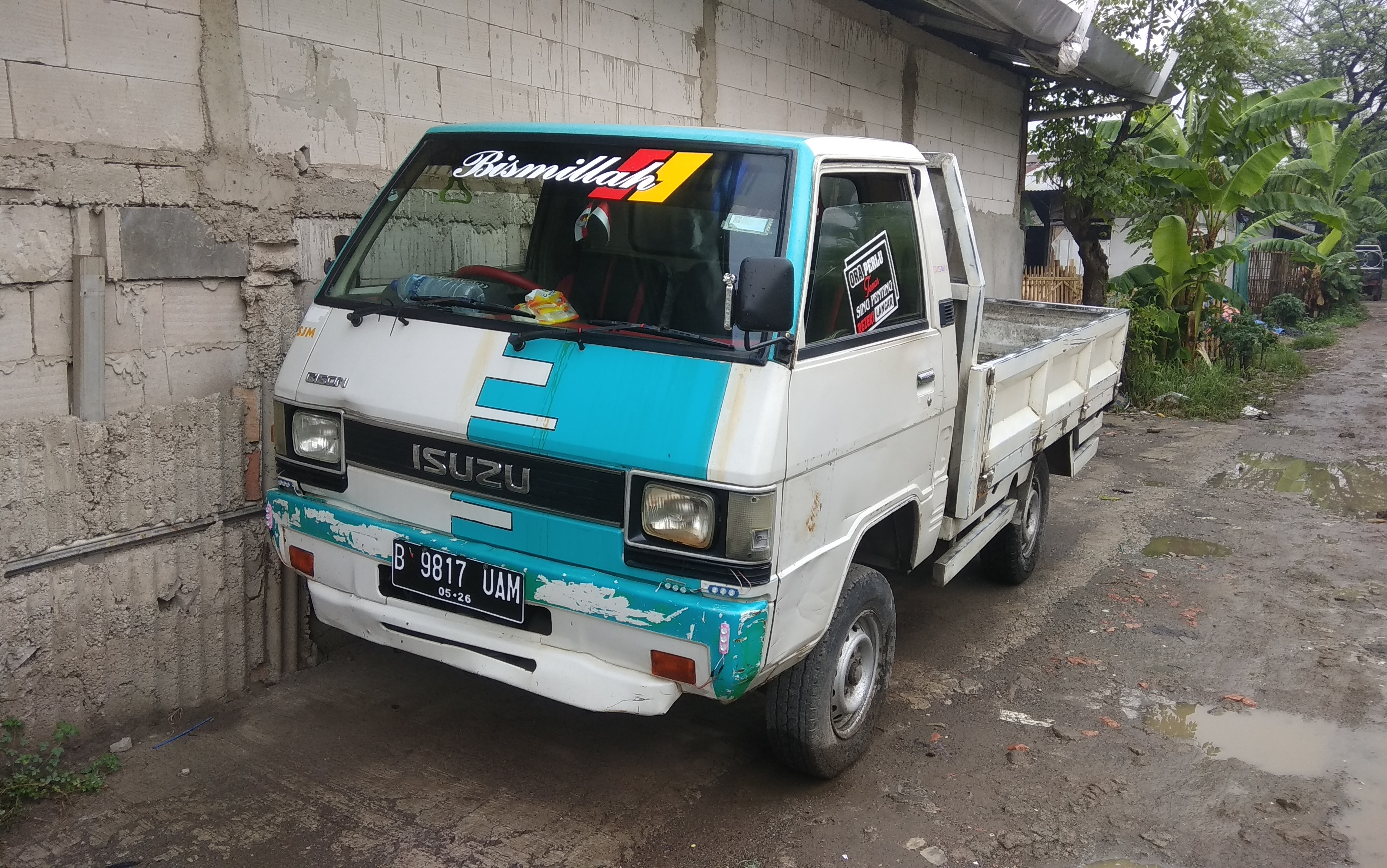
いすゞ バイソン

## 3代目（1986年 - ）
1986年6月19日
バンとスターワゴンをフルモデルチェンジ。
標準とロングの2種類のホイールベースに、平屋根のエアロルーフかハイルーフが組み合わされる。バン／ワゴン4WDは全高を小型車枠に収める関係でエアロルーフのみ、ワゴン4WDは標準ボディのみでのスタート。バンは両側スライドドアを採用。
G63B型2.0Lガソリンエンジン。バンには従来と同じ1.4Lと1.6Lのガソリンエンジン。
4D56型2.5Lディーゼルエンジン。85馬力のターボと76馬力の自然吸気。
1988年8月
マイナーチェンジ。フロントにスリーダイヤマークが付く。4WDのターボディーゼル車にAT車が追加された。
1991年8月
MTのみの設定のガソリン2.4Lの4WD車にAT車を追加。
1994年5月
マイナーチェンジ。フロントバンパーおよび、クリアランス＆ターンシグナルランプの形状を変更。先代が継続生産されていたトラックもフルモデルチェンジを実施。トラックの標準ボディにはデリカバンと同じフロントだが、ロングボディには前期型スターワゴンと同じ、角形4灯ヘッドライトを採用する。
1997年10月
バンに運転席SRSエアバッグをオプション設定。
1998年9月
小変更。ワゴンとバン共に従来2WDワゴンで使用していたフロントバンパーの装着。バンはバンパー内蔵してあったウインカーランプは装着されずにバンパーの素材と同一になっている。
1999年11月
日本国内向けの生産を終了。自社製のデリカバン/トラックとしては最後のモデルとなった。
日本国内向けの生産終了後も、輸出専用として日本での生産が2013年まで行われていた。その後は台湾の中華汽車での生産のみ継続されている。2013年に台湾でマイナーチェンジ、2019年9月には台湾で三菱の新しいデザインコンセプトであるダイナミックシールドに準じたデザインが与えられた改良モデルが発表された。

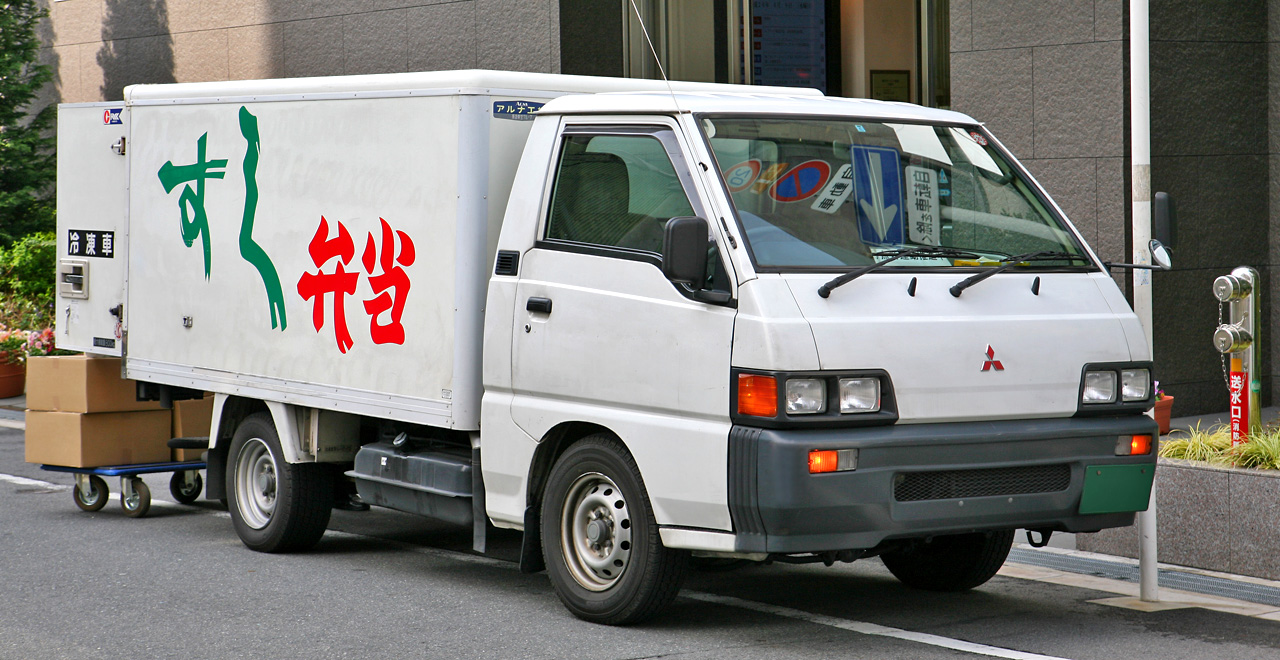
3代目デリカ トラック（ロングボディ）
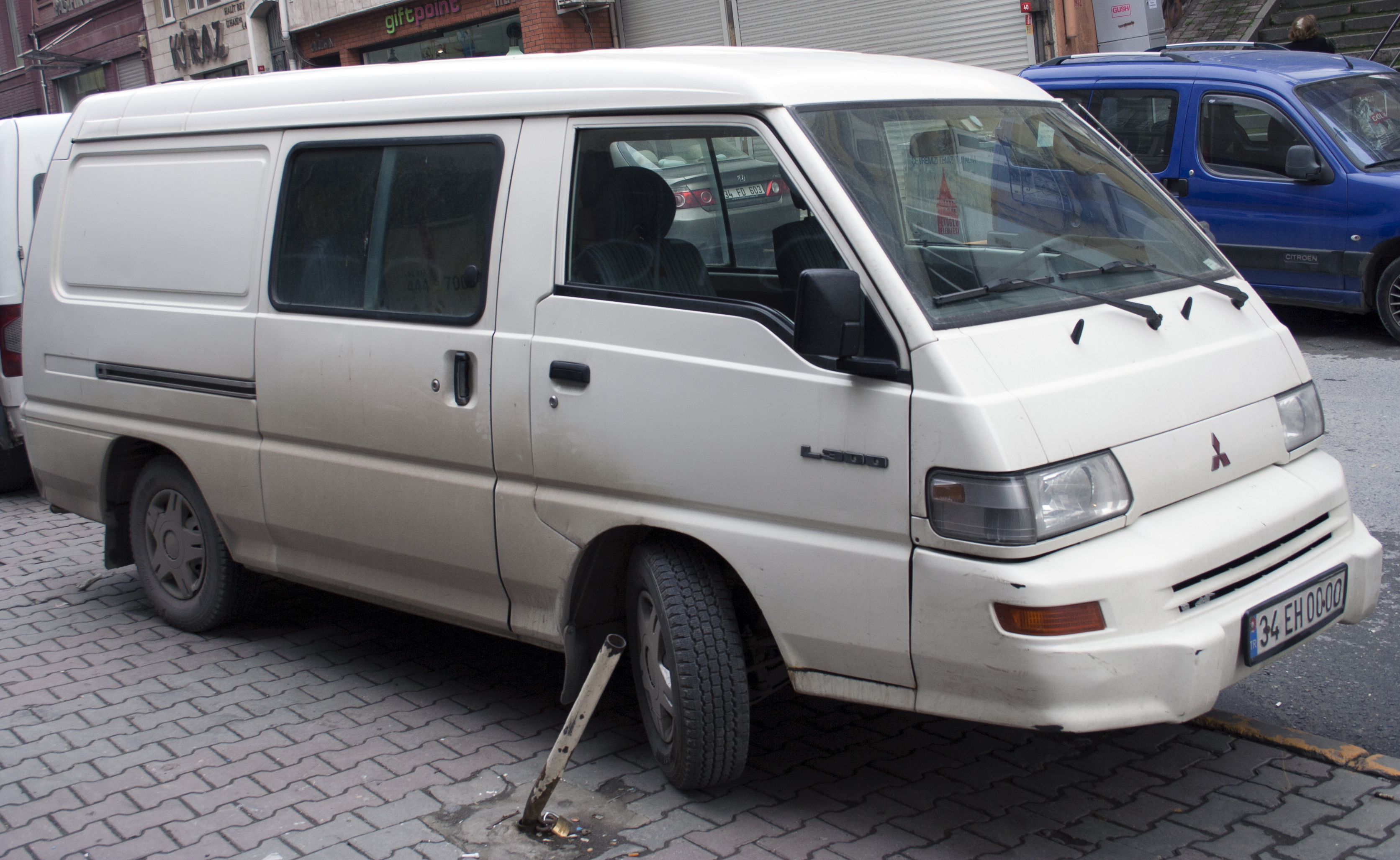
輸出仕様L300バン ロングボディ
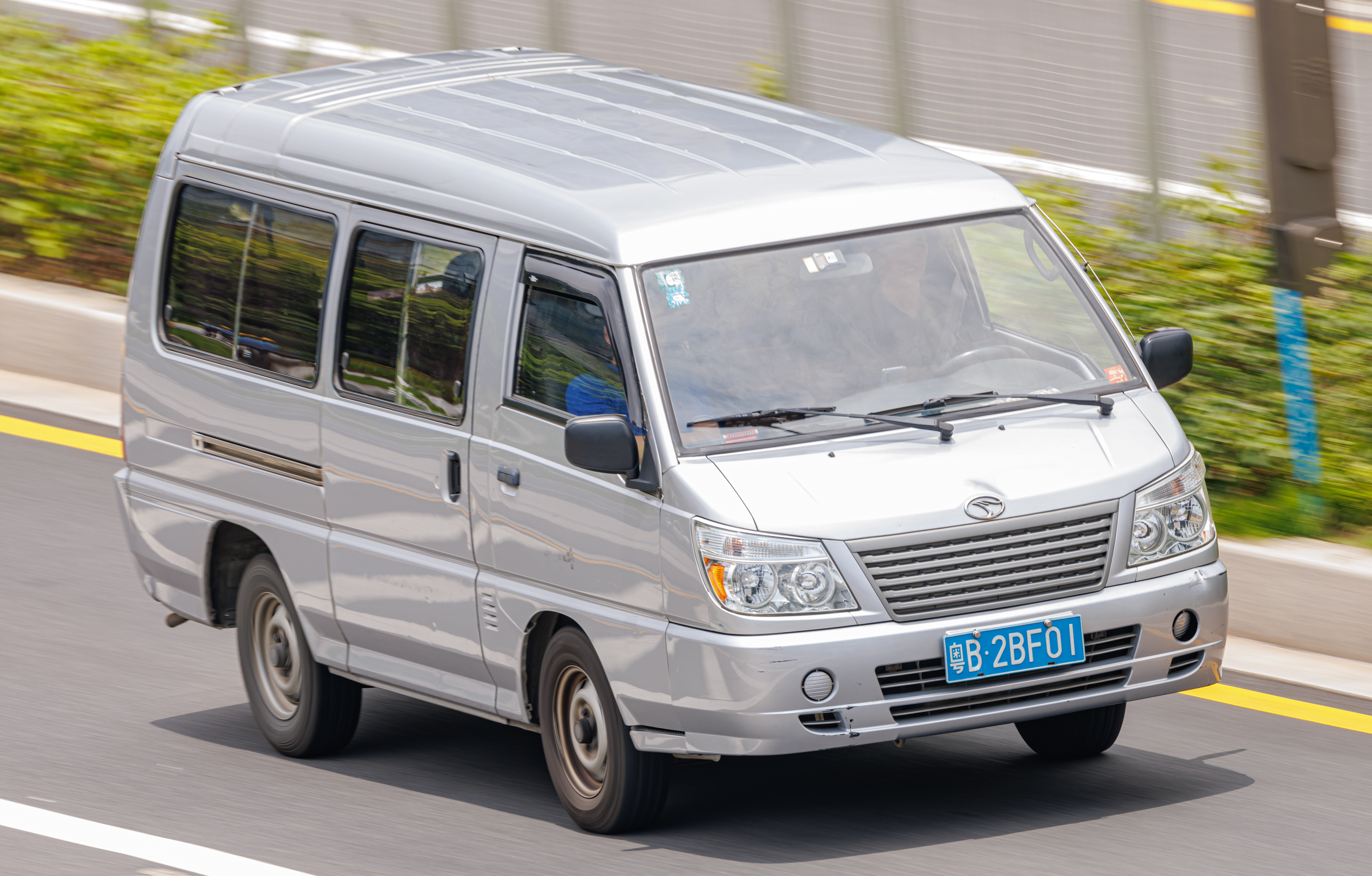
東南汽車 得利卡
中華汽車 D260
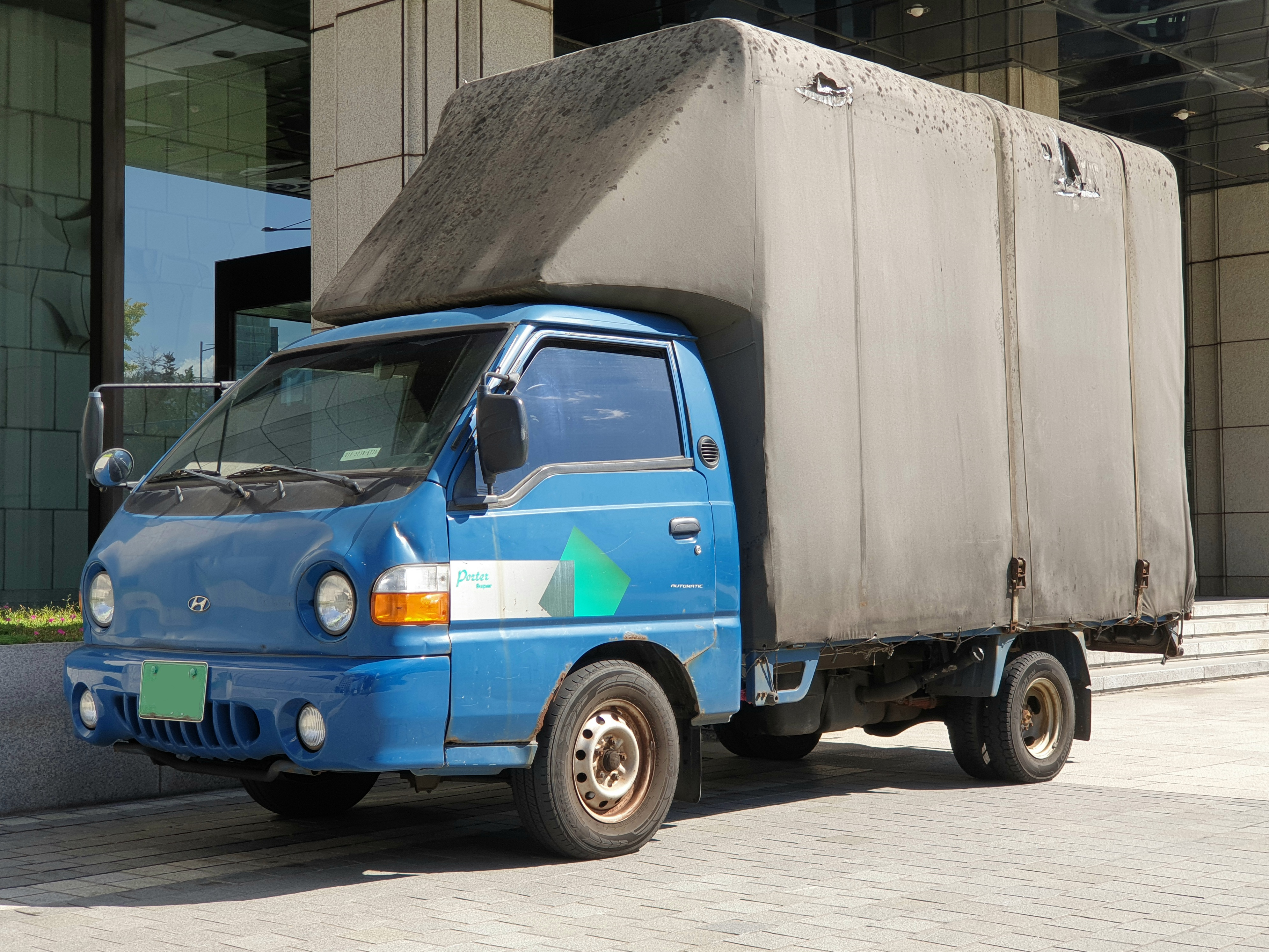
ヒュンダイ ポーター
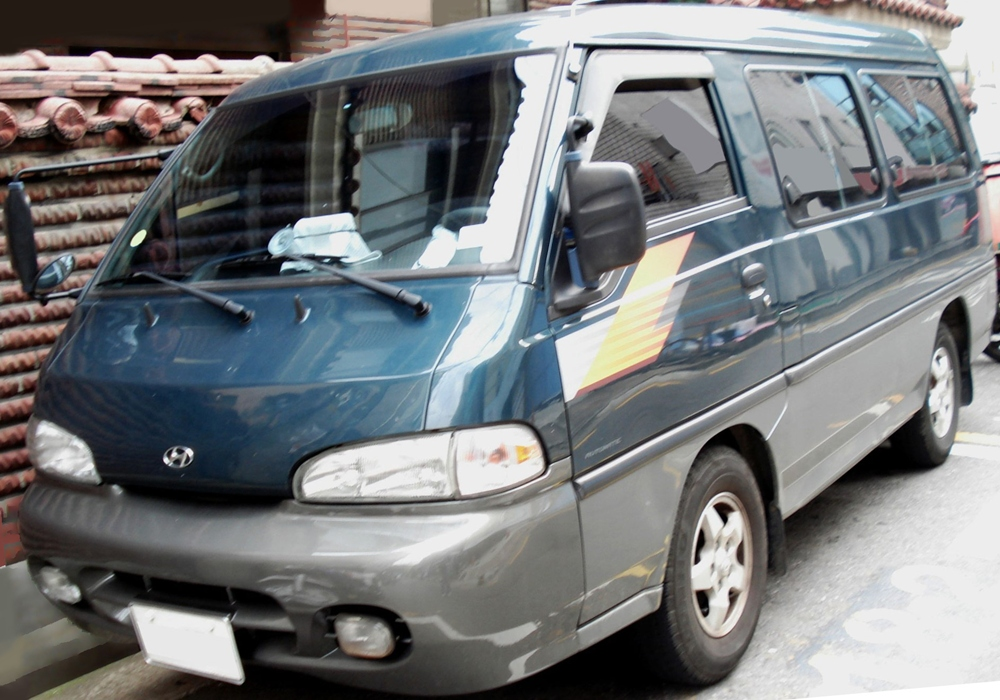
ヒュンダイ グレース

## 4代目（1999年 - 2011年）

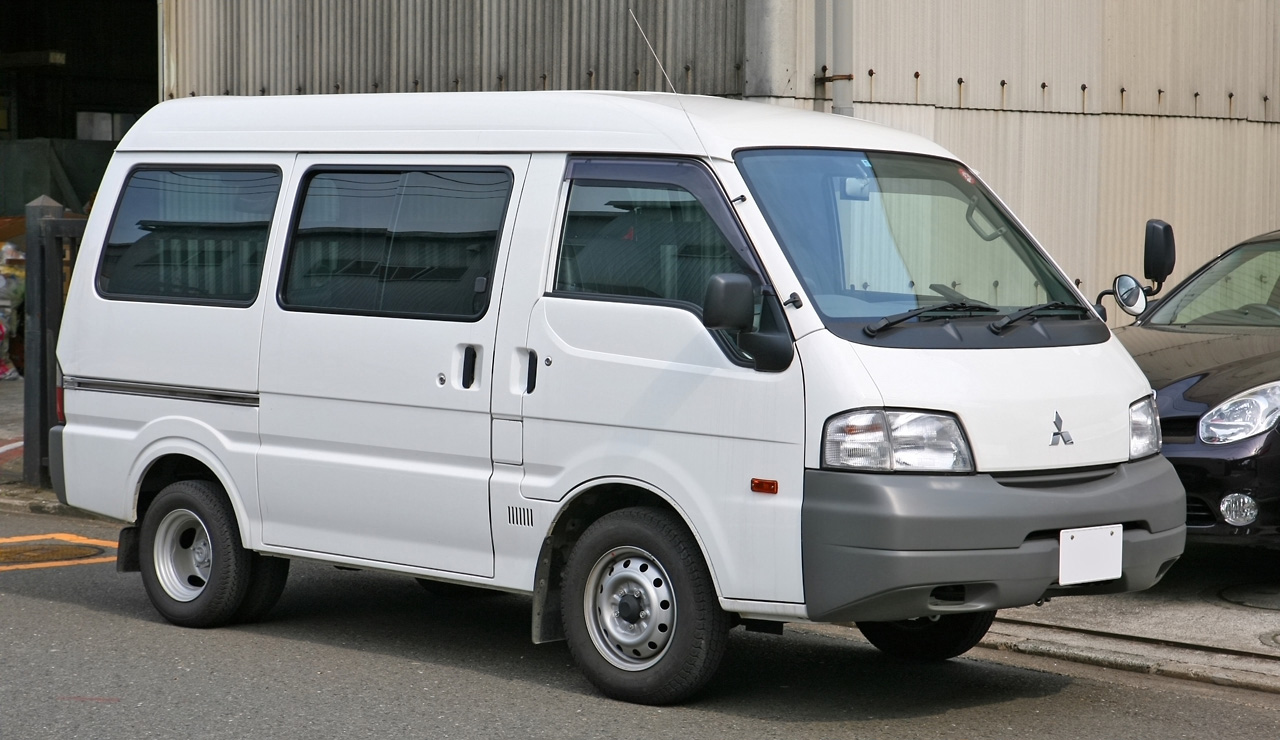
デリカバン

1999年11月1日
フルモデルチェンジ。マツダからのOEMとなり、ボンゴの同型車となる。
2010年9月
マイナーチェンジ。ガソリン車のエンジンを1.8L DOHC16バルブ（マツダ・L8型エンジン）に変更し、出力・トルクを高めて動力性能を向上すると共に、燃費を向上させた。さらに、大型センターコンソールボックスと助手席SRSエアバッグと電動リモコンドアミラーを標準装備。また、トラックは荷台のアオリの高さを45mmアップし、積載性を高めた。なお、一部改良に伴い、グレード体系の見直しを行った。これに伴いトラックの4WDモデルは全車高床によるシングルリアタイヤのみの設定とし、それまでラインナップされていたディーゼル車が廃止された。
2011年10月
トラックのOEM供給を終了し、モデル廃止。

## 5代目（2011年 - 2019年）
2011年10月6日
バンをフルモデルチェンジ（10月27日販売開始）。2010年12月に合意した日産自動車との協業に基づき、日産・NV200バネット（以下「バネット」）のOEM車に変更された（乗用モデルのデリカD:3もバネットベース）。ベース車の変更によりダウンサイジングされたが、全高を高めの1,855mmに設定したことで十分な積載性能を確保。また、全車「平成17年基準排出ガス75%低減レベル（☆☆☆☆）」認定を取得するとともに、5MT車は「平成22年度燃費基準+20%」、4AT車は「平成22年度燃費基準+25%」をそれぞれ達成した（現在は5MT車は「平成27年度燃費基準+15%」、4AT車は「DX」のみ「平成27年度燃費基準+20%」をそれぞれ達成している）。尚、グレードは「DX」と「GX」の2グレードで、5MT車は「DX」のみの設定となる（尚、「DX」は5人乗り仕様のみの設定で、2人乗り仕様・ルートバンの設定はない）。また、装備内容もバネットと異なっており、バネットではメーカーオプション設定となっている助手席SRSエアバッグが標準装備されるほか、「GX」ではセカンドシート関連のセットオプション（テールゲートアシストベルト・上下調節式ヘッドレスト・6:4分割ベンチシート（リクライニング）・アシストグリップ・ISO FIX対応チャイルドシート固定専用バー・3点式ELR付シートベルト）も標準装備される。
デリカバン単体のカタログは存在せず、構造が同一の乗用モデルであるデリカD:3のカタログにデリカバンの内容が掲載されている程度である。
2012年6月22日
同年6月のバネットのマイナーチェンジに伴い、一部改良。全車で安全に関する法規制強化に対応するため、スライドドアの補強を行ったほか、テールゲート内側にハンドルを追加。併せて、車両本体価格が変更となり、1万円値上げされた。
2014年11月20日
同年10月のバネットの一部改良に伴い、一部改良。「GX」において、シートをブラック生地に変更し、セカンドシートをバン専用シートに変更したことでセカンドシート収納時の荷室長を230mm延長し、積算容量を拡大した。なお、バネットで実施されたボディカラーの追加は行われず、従来通り2色展開となる。
2016年1月21日
一部改良。全車でアクセサリーソケットを標準装備したほか、従来はメーカーオプション設定だったセカンドシート左右席の3点式ELR付シートベルト、同中央席の2点式シートベルト、リアドア（左右）の乗降用グリップを標準装備化した。
2019年4月
販売終了に伴い公式ホームページからも削除された。国内市場でのデリカの商用車ブランドは約50年の歴史に幕を下ろした。これによって三菱自動車は国内小型商用車市場から完全撤退した。今後の代替は既存の軽商用車であるミニキャブ（自社製造のミニキャブMiEV→ミニキャブEVを除き、バンはスズキ・エブリイ、トラックはスズキ・キャリイの各OEM）が受け皿となる。

## 車名の由来
デリカ（DELICA）
語源は、delivery（運ぶ・配達する）+car（車）の造語である。
スターワゴン（STAR WAGON）
「みんなに愛されるワゴン車でありたい」という意味合いを込めて名づけられた。
スペースギア（SPACE GEAR）
英語の「車内空間の活用性に富んだ車」という意味。類似するネーミングでは同社が発売する一部のSUV・ステーションワゴンなどなどに設定されているスポーツギアがある。
D:5（ディーファイブ）
「デリカ（DELICA）」の「5代目」。また、デリカD:2の登場を機に5段階でもっとも大きいモデルという意味も込められ、これを機に三菱のミニバンシリーズは今後「デリカ○○」のネーミングで統一されることとなった（デリカミニを除く）。
2WD（FF）モデル「C2」
Casual 2WDの略でより身近で使い勝手の良い2WDという意味を込めている。
エアロバージョン「ROADEST（ローデスト）」
“道”を意味する「Road」と“最上級”を意味する「〜est」の掛け合わせで、オンロードでの走りの良さを予感させるスタイリッシュなエアロ仕様を纏った上級モデルをイメージしている。
デリカ伝統の特別仕様「シャモニー（CHAMONIX）」「ジャスパー（JASPER）」
冬季限定の前者はシャモニー＝モン＝ブラン、夏期限定の後者はジャスパー国立公園に由来。